# Morits Philipsen

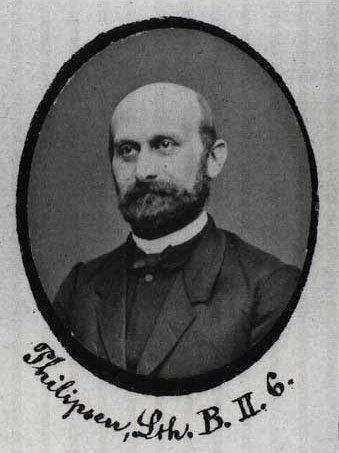
Morits Philipsen

Morits Philipsen, auch Moritz Philipsen (* 13. Juli 1814 in Kopenhagen; † 24. Januar 1877 in Hillerød), war ein dänischer Privatbankier, Landwirt und Politiker sowie Bruder des Literaturwissenschaftlers Jacob Philipsen.

## Herkunft
Morits Carl Theodor Philipsen war der jüngste Sohn der Sophie Amalie Warburg (* 16. März 1785 Hamburg; † 25. April 1869 Kopenhagen) und des Kopenhagener Seiden- und Tuchhändlers Aron Philipsen (1767–1831), eines Sohns des Philip Moses Nathan (1730–1805) und der Elisabeth Libet Nathan geb. Fürst (1743–1821). Der Reformer Moses Fürst war mithin sein Großonkel.

## Leben
Philipsen besuchte bis 1831 ein Gymnasium (Borgerdydskolen) in Christianshavn und studierte von 1832 bis 1837 Landwirtschaft in Store Frederikslund bei Sorø sowie in Marienthal bei Eckernförde. Er kaufte dann den eigenen Hof in Højagergård bei Slangerup, den er bis 1867 besaß. Sein Neffe, der spätere Maler Theodor Philipsen, kam nach Højagergård, wo er eine landwirtschaftliche Ausbildung erhielt und seine Begeisterung für Tiere fand. Morits Philipsen selbst war seit 1869 mit Wilhelmine Caroline Henriette Langstor/Langsdorff (* 1843 in Kopenhagen) verheiratet.
Philipsen bekleidete auch das Amt des Landvæsenskommissær, zur Regelung lokaler Rechtsangelegenheiten. Zudem war er als Privatbankier Repräsentant der Feuerversicherung im Bistum Seeland, Direktor einer Sparkasse im Amt Frederiksborg und bis zu seinem Tod Branddirektor ebenda. Ab 1838 war er Armenkommissar und Schulpatron in Slangerup, 1842–50 und 1856–58 Mitglied des Gemeinderates, dessen Vorsitzender er zeitweise war, 1854–55 und 1856–68 Mitglied des Frederiksborger Kreistages und 1856–66 Vorsitzender des Frederiksborger Kreisbauernvereins. 1866 wurde er zum Ritter des Dannebrogordens ernannt.
Er wurde bei den Wahlen am 1. Dezember 1854 zum Abgeordneten für den 3. Wahlkreis von Frederiksborg (Hillerødkredsen) gewählt und hatte bis zum 14. Juni 1855 einen Sitz im Folketing. 1864 bewarb er sich erfolglos um die Wahl in das Unterhaus des Dänischen Reichsrats für Frederikssund, wurde aber stattdessen in den Landsting des Reichsrats gewählt, wo er einen Sitz von 1864 bis 1866 innehatte. Bei der Wahl am 23. Juni 1866 wurde er auch in den Reichstag gewählt, wurde bei der Oktoberwahl desselben Jahres wiedergewählt und übte das Amt bis zum 1. Oktober 1874 aus. Er gehörte zunächst dem linken Flügel der Nationalliberalen an, wurde später aber konservativ.